# 소피 숄의 마지막 날들
《소피 숄의 마지막 날들》(독일어: Sophie Scholl - Die letzten Tage, 영어: Sophie Scholl - The Final Days)은 독일에서 제작된 마르크 로테문트 감독의 2005년 드라마, 전쟁 영화이다. 줄리아 옌체 등이 주연으로 출연하였고 마르크 로테문트 감독과 프레드 브라이너스도퍼이 제작에 참여하였다.

## 출연

### 주연
- 줄리아 옌체 - 소피 숄
- 파비안 힌리히스 - 한스 숄
- 게랄드 알렉산더 헬드 - 로버트 모어

### 조연
- 요하나 가스트도프 - 엘제 게벨
- 안드레 헤니케 - 프라이슬러
- 플로리안 슈테터 - 프로스트
- 요하네스 슘 - 알렉산더
- 막시밀리언 브뤼크너 - 그라프
- 페트라 켈링 - 막달레나

### 기타
- 공동제작: 베티나 레이츠
- 공동제작: 요헨 콜쉬
- 공동제작: 안드레아스 슈레이트뮬러
- 의상: 나타샤 커티우스노스
- 배역: 네시 네슬라우어

## 한국어 더빙 성우진(KBS)
- 문선희 - 소피 숄(줄리아 옌체)
- 오세홍 - 로버트 모어(게랄드 알렉산더 헬드)
- 양석정 - 한스 숄(파비안 힌리히스)
- 김정미 - 엘제 게벨(요하나 가스트도프) / 막달레나 숄(페트라 켈링)
- 김정호 - 프라이슬러(안드레 헤니케)
- 임진응 - 프로스트(플로리안 슈테터) / 그라프(막시밀리안 브럭크너)
- 김태웅 - 로버트 모어의 비서(클라우스 핸들)
- 김소형 - 로버크 숄(요르그 후베)
- 박찬희 - 알렉산더(요하네스 슘) / 해설(요아킴 허프너)
- 유지원 - 기셀라(릴리 정)